# Каменное (нефтяное месторождение)
Каменное нефтяное месторождение — месторождение нефти и газа, входящее в состав Красноленинского свода месторождений на западе Ханты-Мансийского автономного округа. Входит в состав Красноленинской группы.
Месторождение расположено примерно посередине между городами Нягань и Ханты-Мансийск, на левом берегу и в пойме реки Оби (Верхнее Двуобье). Извлекаемые запасы месторождения составляют более 300 млн т (категории ABC1).

## История открытия и освоения
Месторождение открыто в конце 1960-х годов, пробурено более 100 разведочных скважин. Однако промышленная эксплуатация началась только в начале 1990-х и была приостановлена из-за низкой продуктивности и отсутствия транспортной инфраструктуры. С появлением федеральной трассы Ханты-Мансийск — Нягань и совершенствованием технологий добычи (в первую очередь — ГРП) с начала 2000-х разработка месторождения активизировалась.

## Операторы месторождения
Месторождение разделено на 2 лицензионных участка — западный (центр, юг и запад месторождения, район озера Айтор, участок поймы Оби на севере месторождения) и восточный (восточная часть месторождения, практически полностью расположенная в пойме Оби).
Владеет лицензией и ведет разработку западной части месторождения ОАО «ТНК-Нягань» (с 1999 г.), входящее в группу компаний «ТНК-ВР». Оператором месторождения выступает НГДП «Каменное» (нефтегазодобывающее предприятие в структуре ОАО «ТНК-Нягань»). Добыча в 2007 году составила 870 тыс. т.
Лицензия на восточную часть месторождения принадлежит ОАО «Хантымансийскнефтегазгеология (ХМНГГ)», с 2006 г. принадлежит ОАО «Лукойл». Оператором месторождения является ТПП «Урайнефтегаз», входящее в состав ООО «Лукойл-Западная Сибирь». В 2007 г. было добыто 1,1 млн т.